# Лорнан
Лорна́н (фр. Laurenan, брет. Lanreunan) — коммуна во Франции, находится в регионе Бретань. Департамент — Кот-д’Армор. Входит в состав кантона Брон. Округ коммуны — Сен-Бриё.
Код INSEE коммуны — 22122.

## География
Коммуна расположена приблизительно в 370 км к западу от Парижа, в 65 км западнее Ренна, в 39 км к юго-востоку от Сен-Бриё.

## Население
Население коммуны на 2016 год составляло 735 человек.
| 1962 | 1968 | 1975 | 1982 | 1990 | 1999 | 2008 | 2016 |
| ---- | ---- | ---- | ---- | ---- | ---- | ---- | ---- |
| 860  | 976  | 869  | 822  | 791  | 733  | 716  | 735  |

## Экономика

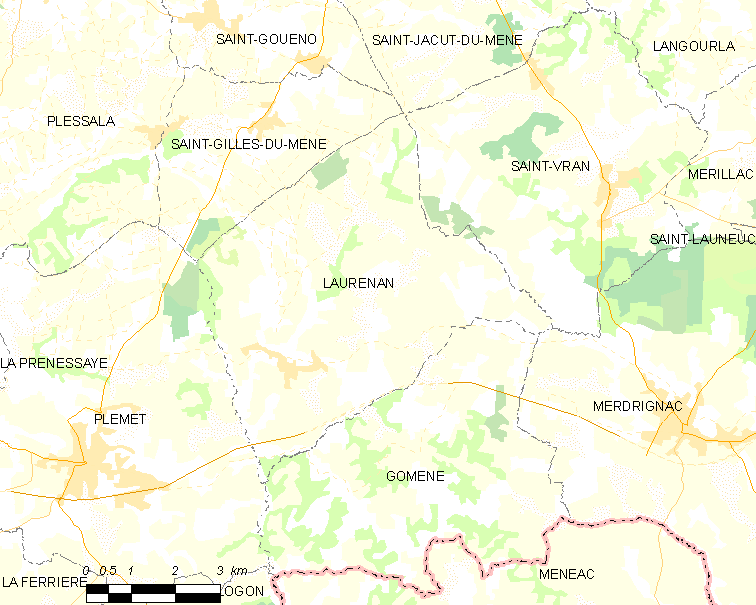
Карта коммуны

В 2007 году среди 415 человек в трудоспособном возрасте (15—64 лет) 296 были экономически активными, 119 — неактивными (показатель активности — 71,3 %, в 1999 году было 71,7 %). Из 296 активных работали 281 человек (154 мужчины и 127 женщин), безработных было 15 (5 мужчин и 10 женщин). Среди 119 неактивных 24 человека были учениками или студентами, 54 — пенсионерами, 41 были неактивными по другим причинам.